# НТА
«NTA» або «НТА» (Незалежне Телевізійне Агентство) — український регіональний інформаційно-розважальний телеканал, що мовить зі Львова. Канал має проєкти власного виробництва: новини, розслідування, соціальні і культурні програми, авторські інтерв'ю, токшоу тощо.

## Історія

Логотип телеканалу з осені 2019 року

З 1998 до 2013 року канал мав назву «НТА». 24 липня 2003 року почав власне мовлення. У липні 2013 року телеканал переїхав до Києва, і змінив назву на «2 канал», та у квітні 2015 року Національна рада України з питань телебачення і радіомовлення відкликала ліцензію «2 каналу», і канал припинив мовлення під цим логотипом. У квітні 2015 року канал повернувся до Львова та відновив мовлення під логотипом «НТА».
Зміни у керівництві каналу відбулися 2016 року, коли посаду головного редактора посіла Наталія Струк, а креативним продюсером став Віталій Крутяков. Відтоді телеканал працює у напрямку інформаційного мовлення з чітким проукраїнським позиціонуванням. Команда переформатувала програмну сітку, запустила нові проєкти, осучаснила логотип і концепцію телеканалу[джерело?].
17 червня 2022 року телеканал змінив свою назву, логотип і дизайн під брендом «NTA».
28 грудня 2023 року телеканал переміг на конкурсі на отримання ліцензії на мовлення в MX-5 цифрової етерної мережі DVB-T2 в Долині, Івано-Франківську, Підбужі та Новому Роздолі.
27 червня 2024 року телеканал став переможцем конкурсу на отримання ліцензії на мовлення у локальному DVB-T мультиплексі Києва (43 ТВК).

## Програми
- Правда. Наживо
- Хвилина правди
- Пряма мова Львова
- НТА, стріми
- Теорія правди
- Блоги на НТА
- Все можливо
- Отакої
- Формула здоров'я
- Змови
- Ген українців

### Токшоу
- Говорить Великий Львів
- Народне токшоу
- Юркевич. Акценти
- Drozdov. Прямим текстом (ведучий Остап Дроздов)
- Без гриму з Марією Шиманською

## Етерне цифрове мовлення
| ТВК | Канал | Мультиплекс | Місто            | Область           | Стандарт | Формат мовлення |
| --- | ----- | ----------- | ---------------- | ----------------- | -------- | --------------- |
| 58  | 7     | Місцевий    | Івано-Франківськ | Івано-Франківська | DVB-T2   | SD 576i 16:9    |
| 24  | 7     | Місцевий    | Мала Тур'я       | Івано-Франківська | DVB-T2   | SD 576i 16:9    |
| 37  | 3     | Місцевий    | Львів            | Львівська         | DVB-T2   | SD 576i 16:9    |
| 42  | 7     | Місцевий    | Новий Розділ     | Львівська         | DVB-T2   | SD 576i 16:9    |
| 21  | 7     | Місцевий    | Підбуж           | Львівська         | DVB-T2   | SD 576i 16:9    |
| 47  | 3     | Місцевий    | Самбір           | Львівська         | DVB-T2   | SD 576i 16:9    |
| 43  | 6     | Місцевий    | Київ             | Київська          | DVB-T    | SD 576i 16:9    |

## Власники
Власниками телеканалу, що також до 27 грудня 2021 року володіли телеканалом «4 канал», є Дмитро Добродомов (50 %) та Андрій Мисик (50 %). Окрім «НТА», Добродомова та Мисика вважали неофіційними власниками телеканалу «UkrLive/Перший кабельний».